# Северюхин, Дмитрий Яковлевич
Дми́трий Я́ковлевич Северю́хин (род. 13 февраля 1954, Ленинград) — советский и российский историк русской культуры, петербургский краевед, художественный критик и поэт. Член Санкт-Петербургского Союза художников и Санкт-Петербургского союза писателей. Доктор искусствоведения (2010).

## Биография
Родился в семье инженеров Якова Ароновича Циреля (1927—2006) и Нинель Васильевны Северюхиной (1926—2018). Внук учёного-медика, военного врача и гигиениста Арона Яковлевича Цирель-Спринсона (1902—1985) и полковника Василия Петровича Северюхина (1902—1980). В 1977 году окончил электромеханический факультет Ленинградского Политехнического института.
До 1992 г. работал инженером, став автором более 30 запатентованных изобретений и ряда научных публикаций в области электронных технологий и электроэнергетики. С конца 1970-х гг. занимался искусствознанием и литературоведением, сначала как любитель, затем профессионально. Окончил аспирантуру Российского государственного Педагогического университета имени А. И. Герцена (2005) и докторантуру Московской государственной художественно-промышленной академии им. С. Г. Строганова (2010). Основные сферы научных интересов: художественная жизнь дореволюционной России и СССР; искусство и литература Русского Зарубежья; ленинградское неофициальное культурное движение 1960—1980-х гг.; современное искусство Санкт-Петербурга; история российской благотворительности.
С 1982 г. печатался в Самиздате (в частности, в журнале «Часы» и «Митином журнале») и за границей, с 1986 г. — в отечественных периодических изданиях («Декоративное искусство СССР», «Наше наследие», «Невский архив», «Антикварное обозрение», «Невский библиофил», «Петербургский книжный вестник», «Художественный вестник», «Арт-город», «Реальность и субъект» и др.). К настоящему времени автор более 400 научных публикаций, включая ряд монографий, научно-справочных изданий и учебных пособий, статей к художественным альбомам.
В 1980-1982 гг. участвовал в подготовке двухтомного собрания стихов В. Ф. Ходасевича, подготовил и прокомментировал его поэтические переводы (издано приложением к машинописному журналу "Часы", затем опубликовано в Париже. Подготовил к изданию мемуары Давида Бурлюка.
В 1986 г. в соавторстве с О. Л. Лейкиндом подготовил биографический словарь «Художники русской эмиграции»; в переработанном и расширенном виде издан в 1999 и 2000 гг. под названием «Художники Русского Зарубежья», а затем в 2019 году под названием «Художники русского зарубежья: Первая и вторая волна эмиграции» (в соавторстве с О. Л. Лейкиндом и К. В. Махровым). Материалы словаря частично расположены на сайте, созданном Фондом имени Д. С. Лихачева: www.artrz.ru . В 1992 г. вместе с О. Л. Лейкиндом выпустил книгу «Золотой век художественных объединений России и СССР 1820—1932».
Куратор серии конференций «Новый художественный Петербург» (2003), редактор-составитель одноимённого справочно-аналитического сборника (2004). Издатель и редактор книжной серии «Петербургские исторические записки» (2004—2005; 9 выпусков). В 2003 г. — научный редактор и автор-составитель литературной энциклопедии «Самиздат Ленинграда. 1950—1980-е». В 2003—2004 — член редколлегии и автор энциклопедии «Санкт-Петербург». В 2005—2008 — член редколлегии и автор многотомной энциклопедии «Три века Санкт-Петербурга».
В 2008 г. выпустил книгу «Старый художественный Петербург: Рынок и самоорганизация художников от начала XVIII века до 1932 г.» (Анциферовская премия и медаль за лучший научный труд по истории Санкт-Петербурга 2009 года).
В 1992—2004 гг. — владелец художественного салона и литературного клуба «Чайный домик» в Летнем саду.
В 2010 г. был одним из идеологов и организаторов Международного конгресса «Художественные музеи и сохранение общего культурного пространства СНГ и стран Балтии», состоявшемся в Санкт‑Петербурге (в конгрессе, направленном на активизацию международного культурного сотрудничества, приняли участие руководители 45 национальных художественных музеев из 14 стран, расположенных на пространстве бывшего СССР). Участник многих научных конференций в России и за границей.
Автор восьми книг поэзии и прозы («Вечер в Летнем саду», «Митино счастье», «Митины сны», «Буковки», «Картинки», «Шаги Командора», «Забытый пароль», «Проверка памяти»); стихи и эссе печатаются в петербургских и московских журналах, сборниках и антологиях («Звезда», «Из падения в полет», «Мера не всех вещей», «Зинзивер», «Дети Ра», «Перекрестное опыление», «Час пик», «Путь домой», «Ненужные люди», «Рассказы писателей Санкт-Петербурга. 317», «Стихи поэтов Санкт-Петербурга. 318», «Горькая медь-2. Стихи современных русских поэтов», «Петербург: Чужой среди своих» и др.)
В настоящее время (2017) — профессор Академии русского балета имени А. Я. Вагановой, Санкт-Петербургского государственного университета промышленных технологий и дизайна, Российского государственного Педагогического университета имени А. И. Герцена; эксперт Фонда имени Д. С. Лихачева, руководитель и участник проектов фонда, нацеленных на сохранение культурного наследия. С 2010 – член диссертационных советов по защите докторских и кандидатских диссертаций, с 2023 – член Диссертационного совета 24.2.385.05 Санкт-Петербургского государственного университета промышленных технологий и дизайна. С 2024 – член Диссертационного совета  23.2.019.01 Санкт-Петербургской Академии художеств имени И. Е. Репина.
Среди проектов, осуществленных в последние годы — книга «Благотворительность в Санкт-Петербурге. 1703—1918: Историческая энциклопедия» (совм. с А. П. Керзумом и О. Л. Лейкиндом; СПб.: Изд-во «Лики России», 2016. 751 с), «Три века художественного рынка Санкт-Петербурга, или Проза художественной жизни». СПб.: Изд. дом «Міръ», 2018. 752 с.), «Художники Русского зарубежья. Первая и вторая волна. Биографический словарь». (совм. с О. Л. Лейкиндом и К. В. Махровым; В 2-х тт. СПб: Изд. дом «Міръ», 2019), «Чюрлёнис. Путь избранника» (СПб.: Вита Нова, 2023. 400 с.).
Живёт в Санкт-Петербурге.

## Личная жизнь
- Женат на Анастасии Зыкиной.

## Награды
Диплом Анциферовской премии (2004), Анциферовская премия (2009), большой знак Ордена «Карл Фаберже – Придворный ювелир» (награда Мемориального фонда Фаберже, 2014), приз «Книжный червь» (ежегодная профессиональная награда подвижникам книжного дела, 2016), Медаль имени Леонардо да Винчи Российской академии естественных наук (2021), Золотая медаль Союза художников России (2021).